# Jakob Maria Mierscheid

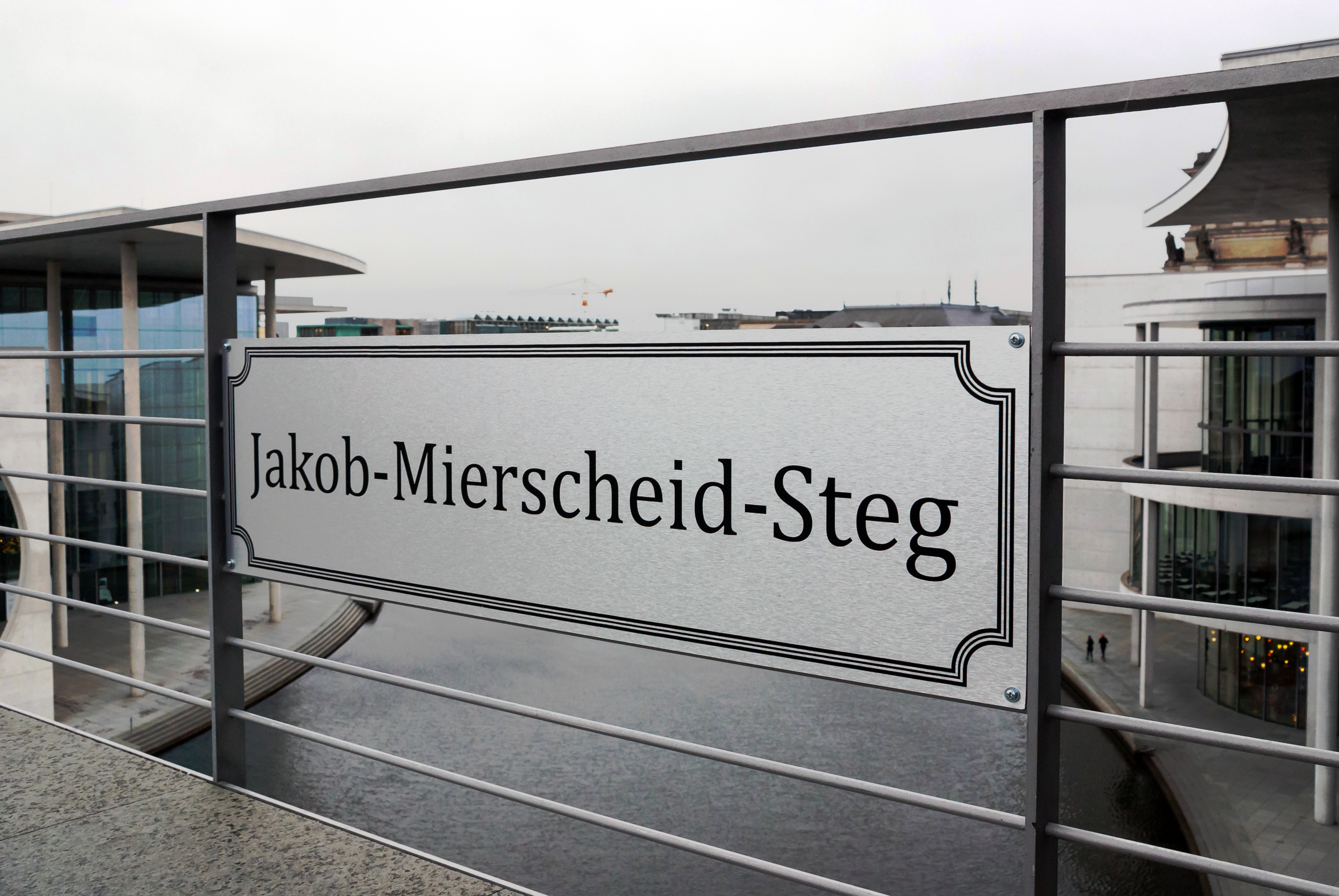
Jakob-Mierscheid-Steg, Berlin

Jakob Maria Mierscheid (född 3 mars  1933 i Morbach, Rheinland Platz) är en påhittad tysk politiker, medlem av tyska förbundsdagen sedan 11 december 1979 för SPD, det tyska Socialdemokratiska partiet.
Mierscheid beskrivs som en typisk politiker från de bakre raderna. Han är alltid närvarande men håller sig undan vid kritiska diskussioner. Han är inte bara känd bland kollegorna i förbundsdagen och har även en egen sida på Twitter.